# Laquet de Gréziolles
Pour les articles homonymes, voir Laquette.
Le laquet de Gréziolles ou laquette de Gréziolles est un lac pyrénéen français situé administrativement dans la commune de Bagnères-de-Bigorre dans le département des Hautes-Pyrénées en région  Occitanie.

## Toponymie
De l'occitan gréziolles qui signifie pierrier ou gravier .

## Géographie
Situation : vallée de Campan - Hautes-Pyrénées
Altitude : 2 119 m
Superficie : 1,7 ha
Profondeur : 7,9 m

### Topographie
| Hourquette Médette (2 293 m)   | Pic de Pène Blanque (2 441 m) |                              |
| Pic de Teste Guilhem (2 670 m) | laquet de Gréziolles          | Pic de Montarrouye (2 568 m) |
|                                | Pic de Cloutou (2 565 m)      |                              |

## Protection environnementale
Le lac fait partie d'une zone naturelle protégée, classée ZNIEFF de type 1 : Cirque de Cloutou et sud de La Mongie et de type 2 : Bassin du haut Adour.

## Galerie

Vues du laquet.
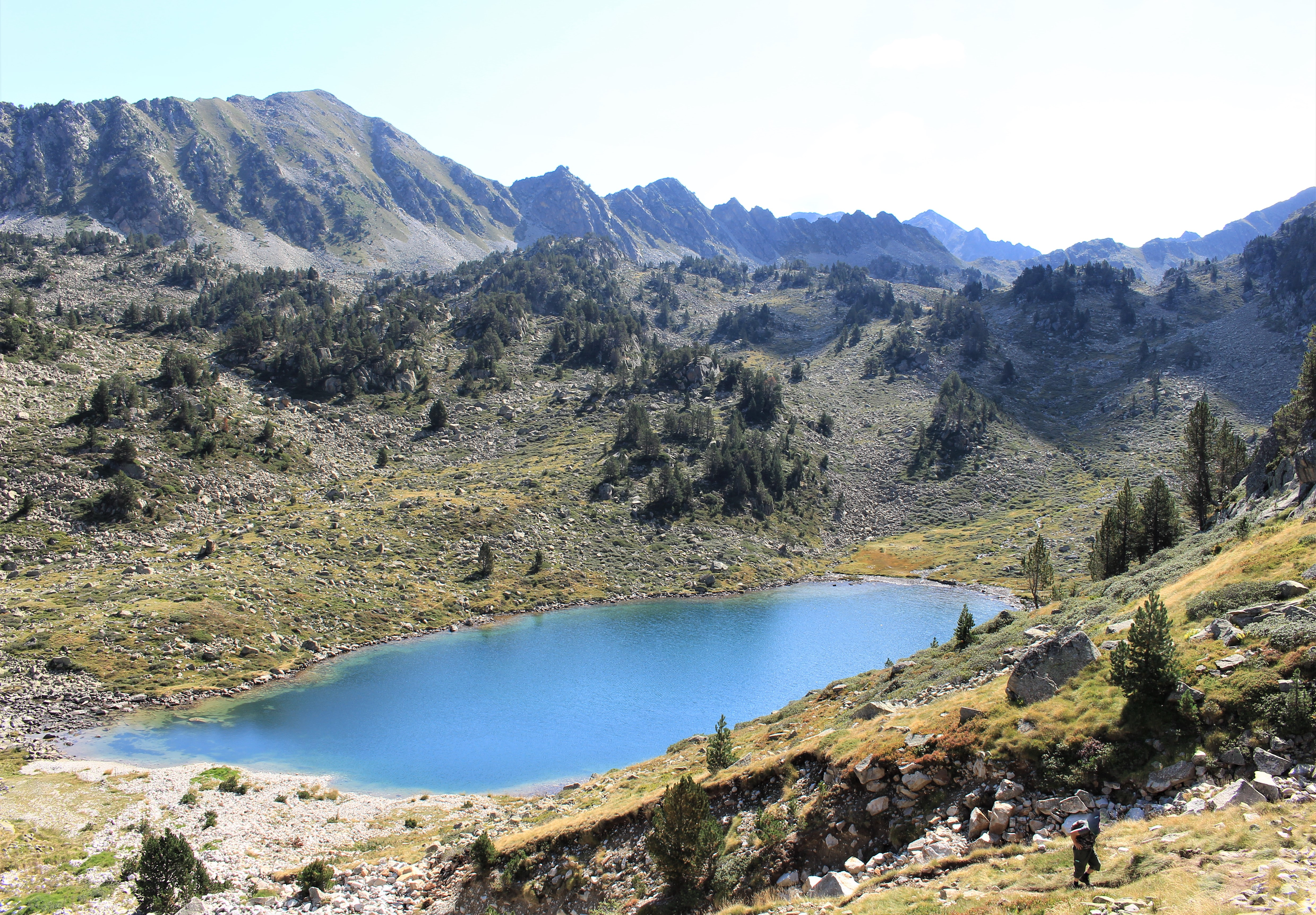
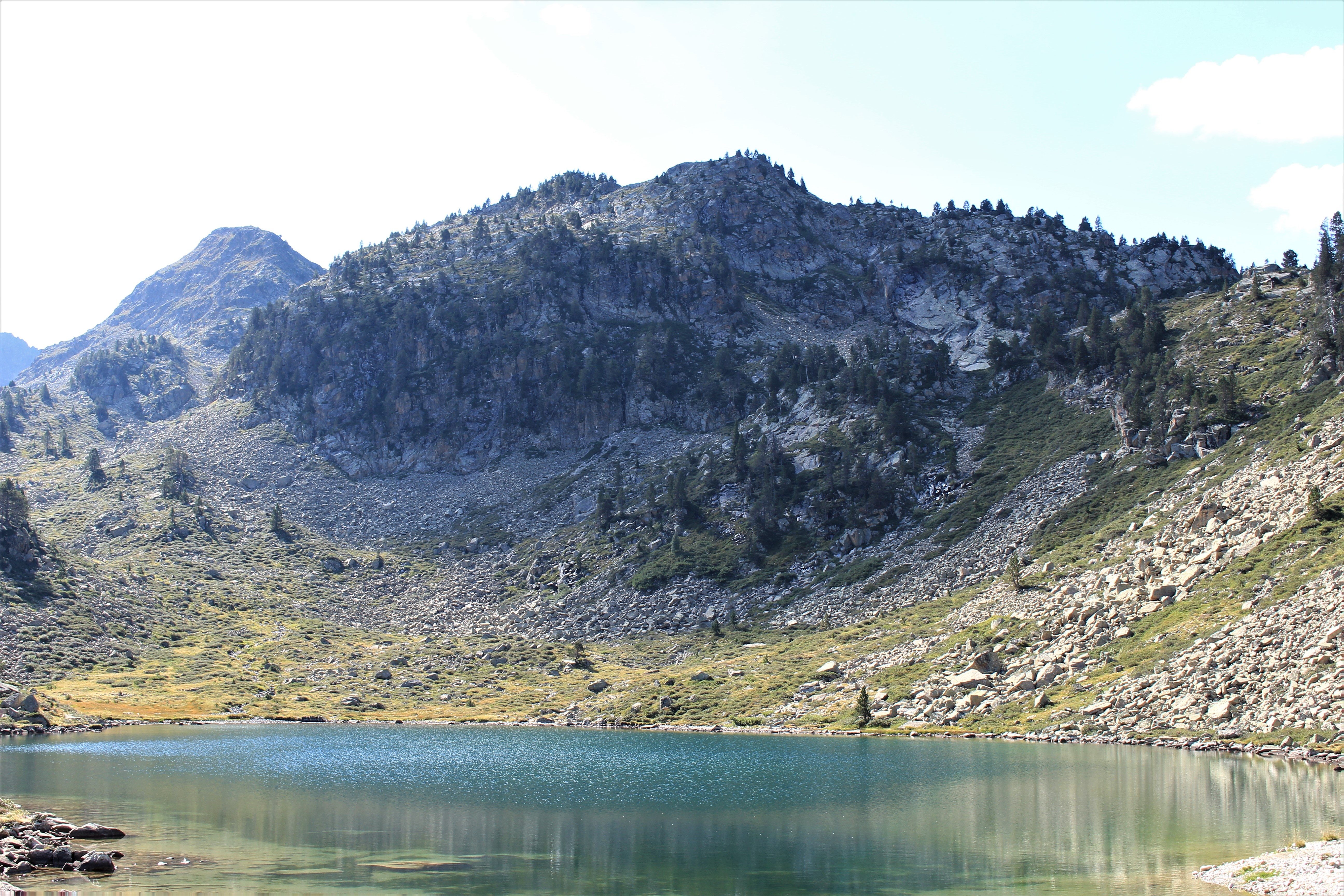